# Rhacophorus gadingensis
Rhacophorus gadingensis es una especie de anfibio anuro de la familia Rhacophoridae.

## Distribución geográfica
Esta especie es endémica del estado de Sarawak en Malasia, en la isla de Borneo.

## Descripción
Rhacophorus gadingensis mide unos 30 mm de largo. Su dorso es leonado. Sus flancos tienen manchas azul cielo rodeadas de marrón. Su vientre es uniformemente amarillo cremoso.

## Etimología
El nombre de la especie está compuesto de gading y del sufijo latino -ensis que significa "que vive, que habita", y se le dio en referencia al lugar de su descubrimiento, el Gunung Gading.

## Publicación original
- Das & Haas, 2005: A new species of Rhacophorus (Anura: Rhacophoridae) from Gunung Gading, Sarawak. Raffles Bulletin of Zoology, vol. 53, n.º 2, p. 257-263[4]